# Kojot (film)
Kojot – fabularny film krótkometrażowy z 2012 roku. Etiuda reżyserska Jędrzeja Bączyka, który jest także autorem scenariusza.

## Obsada
- Michał Kopczyński – Adam „Kojot”
- Marcin Cichończyk – „Distroj”
- Piotr Zwierzchowski – „Mucha”
- Marek Kajdanek – „Długi”
- Zofia Spandowska – Marysia
- Alicja Milesi – dziewczyna Love
- Anna Próchniak – dziewczyna na dachu
- Katarzyna Dziórdź – dziewczyna na imprezie
- Aneta Topolska – Aneta
- Maria Kierzkowska – matka „Kojota”
- Jerzy Pożarowski – ojciec „Kojota”
- Jarosław Łuczak – konduktor
- Jarosław Rygielski – narrator (tylko głos)

## Nagrody
2012
- Festiwal Filmu i Sztuki „Dwa Brzegi” w Kazimierzu Dolnym – III nagroda w Niezależnym Konkursie Filmów Krótkometrażowych

2013
- Przegląd Studenckich Etiud Filmowych „Klaps” w Turku – Grand Prix oraz Nagroda Publiczności
- Krakowski Festiwal Filmowy – Srebrny Lajkonik dla najlepszego krótkometrażowego filmu fabularnego
- Festiwal Filmów Niezależnych w Przemyślu „CK OFF” – Nagroda Jury Uczniowskiego; Nagroda Publiczności; Wyróżnienie w kategorii kino studenckie

2014
- Festival Tous Courts w Aix-en-Provence – Grand Prix